# Нижнефранконский диалект
Нижнефранконский диалект (нем. Unterfränkisch, Unterostfränkisch) — майнфранкский (южнонемецкий) диалект немецкого языка, распространённый прежде всего в баварском административном округе Нижняя Франкония. Диалекты восточнее Шпессартского барьера (около Мильтенберга и Ашаффенбурга) принадлежат уже к средненемецким диалектам. Диалект сосуществует рядом с хоэнлоэнским и хеннебергским. Эталонным нижнефранконским считается диалект Вюрцбурга.
Для нижнефранконского, как и для многих восточнофранкских диалектов, характерно неразличение p и b, t и d, переход k в g и g в ch. Гласные e или ä произносятся как долгое a (Käse → Kaas, Besen → Baasn). Конъюгация глагола происходит с собственным корневым умлаутом (ich schlaff (ich schlafe) → du schlöffsdd (du schläfst) → er/sie/es schlöffdd (er/sie/es schläft) → mir schlaff'n (wir schlafen) → ihr schlaffdd (ihr schlaft) → die schlaffn (sie schlafen)), в инфинитиве отпадает окончание (Ich will schlaff вместо Ich will schlafen), часто встречается начальная глагольная g (Doä kosst g'schlaff вместо Da kannst du schlafen).